# 山本英一郎
山本 英一郎（やまもと えいいちろう、1919年（大正8年）5月12日 - 2006年（平成18年）5月26日）は、日本のアマチュア野球組織に携わった人物である。

## 来歴・人物
岡山県出身。台北第一中、慶應義塾大学を卒業後、社会人野球の鐘淵紡績（鐘紡、現在は廃部）でプレー（いずれも外野手）。その後アマチュアの審判員や解説者を経て、1964年に社会人野球協会（現日本野球連盟）へ。
1955年からNHKで高校野球解説者を務め、1980年頃には、松永怜一、池西増夫、光沢毅、篠原一豊、渡辺博之、河合貞雄、川崎孝とともに高校野球の"解説八人衆" とも呼ばれた。ゲーム展開の読みに支えられた独特の勘で知られ、1973年の第45回春の選抜準決勝、江川卓を擁する作新学院×広島商業戦で、8回裏の作新学院捕手の三塁悪送球をピタリと予測した場面は、後々まで語り草になった。
山本は野球の国際化を自らのライフワークとしており、国際野球連盟(IBAF)の日本代表として派遣されるたびに、野球をオリンピックの競技として世界に普及すべきであるとの持論を繰り返し主張、またIOC総会が開かれるたびにIBAFの一員としてロビー活動に精力的に取り組んだ。その結果IBAF加盟国は100を超え、1984年のロサンゼルスオリンピックで野球は公開競技として採用され、1992年のバルセロナオリンピックにおいては、正式競技として採用された。このとき山本は、国内で選手派遣のばらつきがあってはならないとして、国内のアマチュア野球の団体を統括する組織として全日本アマチュア野球連盟を発足させた。
1997年に日本野球連盟の会長に就任。その後IBAFの副会長にも就任した。高齢ながらエネルギッシュに野球の国際化に向かって行動する姿は世界の野球界のみならずIOCの間でも有名であったという。2000年のシドニーオリンピックからプロ野球選手の参加が解禁になるという情報が入るや否や山本は、プロ野球側に積極的な話し合いを持ちかけ、1999年、ソウルで行われた第20回アジア野球選手権（シドニー五輪アジア予選）に8人のプロ野球選手を参加させることにこぎつけた。また、2004年のアテネオリンピックでは金メダルを獲得するという至上命令のもと、アマチュア組織の最高峰にいる人物であるにもかかわらず、全員がプロ野球選手によるオールジャパンの編成をプロ側に要請した。
またキューバの国家元首であったフィデル・カストロと大変親しく、2001年から2002年にかけては同国の代表選手として活躍していたオマール・リナレス（元中日）・オレステス・キンデラン・アントニオ・パチェコ（いずれもシダックス）の招聘に成功している。
高齢を理由に、2005年2月に日本野球連盟の会長を退任し、松田昌士JR東日本会長にその座を譲った。また同年6月にIBAF副会長の座も辞任した。
彼にとって会長職最後となった2004年の第75回都市対抗野球最終日、表彰式の中で挨拶を求められた山本は感極まり、「都市対抗バンザイ! 社会人野球バンザイ!」と叫んだ。
1997年、特別表彰として野球殿堂入り。
晩年も山本は精力的に社会人野球や国際大会の会場に姿を見せていた。2006年には、東京ドームで行なわれていたワールド・ベースボール・クラシックの1次リーグや、3月のJABA東京スポニチ大会、またゴールデンウィークには岐阜市・大垣市で開催されていたJABAベーブルース杯争奪大会の視察に訪れていたが、5月26日に東京都世田谷区の自宅で心不全のため急逝。享年87。